# Église Notre-Dame du Sablon de Bruxelles
Pour les articles homonymes, voir Église Notre-Dame et Notre-Dame.
L'église Notre-Dame des Victoires au Sablon (en néerlandais : Onze-Lieve-Vrouw ter Zege op de Zavelkerk), ou simplement l'église Notre-Dame du Sablon (en néerlandais : Onze-Lieve-Vrouw-ter-Zavelkerk), est un édifice religieux catholique situé en bordure du Sablon à Bruxelles.
L'arrivée en 1348 d'une Vierge miraculeuse dont le culte et la procession appelée Ommegang allaient bientôt supplanter la dévotion et la procession à saint Michel allait donner à cette église un rôle majeur dans la vie sociale bruxelloise.

## Histoire

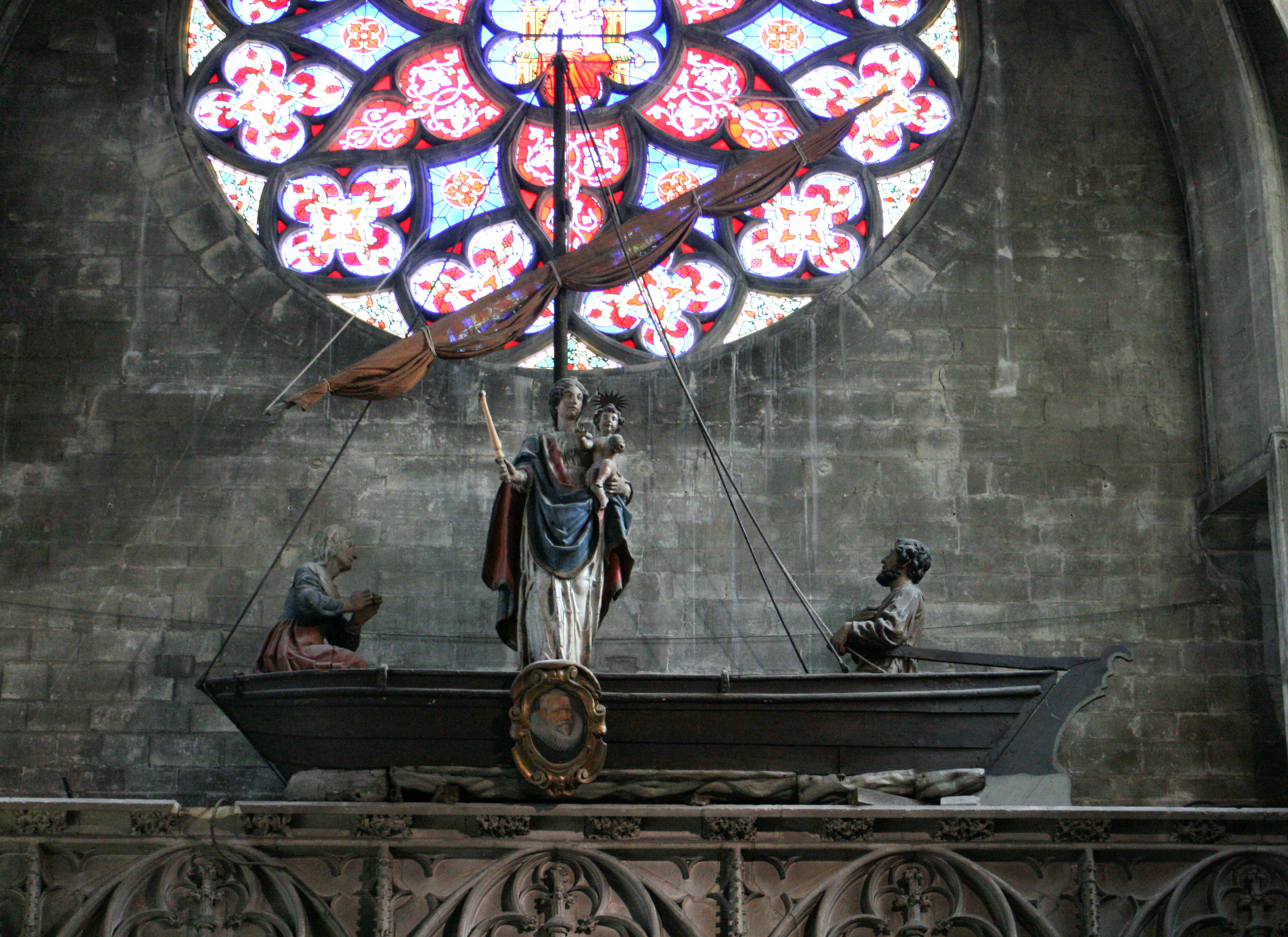
Maquette sous la rosace du transept sud représentant la translation de la statue miraculeuse en 1348

En 1304, la mère supérieure de l'Hôpital Saint-Jean céda au Grand Serment des arbalétriers une partie du terrain que l'hôpital possédait au Sablon pour y construire une petite chapelle dédiée à la vierge. Elle portait en latin le nom de Capella Beatae Mariae super Zabulum. La renommée de ce modeste sanctuaire crut lorsqu'y fut transportée en 1348 une statuette miraculeuse de la vierge. Selon la tradition, cette statuette aurait été amenée d'Anvers par une certaine Béatrice Soetkens. La renommée de la statuette attira les dévots et grâce aux offrandes qui affluaient, les arbalétriers purent construire un nouveau sanctuaire au XVe siècle.
La progression de ce chantier long de près d'un siècle est mal connue, à cause de la disparition des archives des arbalétriers. Le chœur était achevé en 1435, comme l'attestent des peintures murales portant cette date. Le transept nord était sans doute achevé vers 1450, et l'on travaillait au transept sud et aux cinq premières travées de la nef. Les travaux s'interrompirent au cours de la période d'instabilité politique qui suivit la mort de Charles le Téméraire en 1477. Ils reprirent à la fin du siècle et la nef comporta finalement sept travées dont les deux dernières auraient dû être surmontées d'une tour qui ne fut jamais construite. Le sacrarium, un petit édifice construit en hors-d'œuvre derrière le chœur, date de 1549, À la fin du XVIe siècle, l'église fut saccagée par les calvinistes. C'est alors que fut détruite la statue de la Vierge apportée par Béatrice Soetkens.
En 1512-1515, la guilde des maçons et des charpentiers a offert à l'église l'œuvre de Bernard van Orley, Le Retable de saint Thomas et saint Matthieu (panneau de chêne, signé, 140 × 180 cm), conservé aujourd'hui au Kunsthistorisches Museum de Vienne.

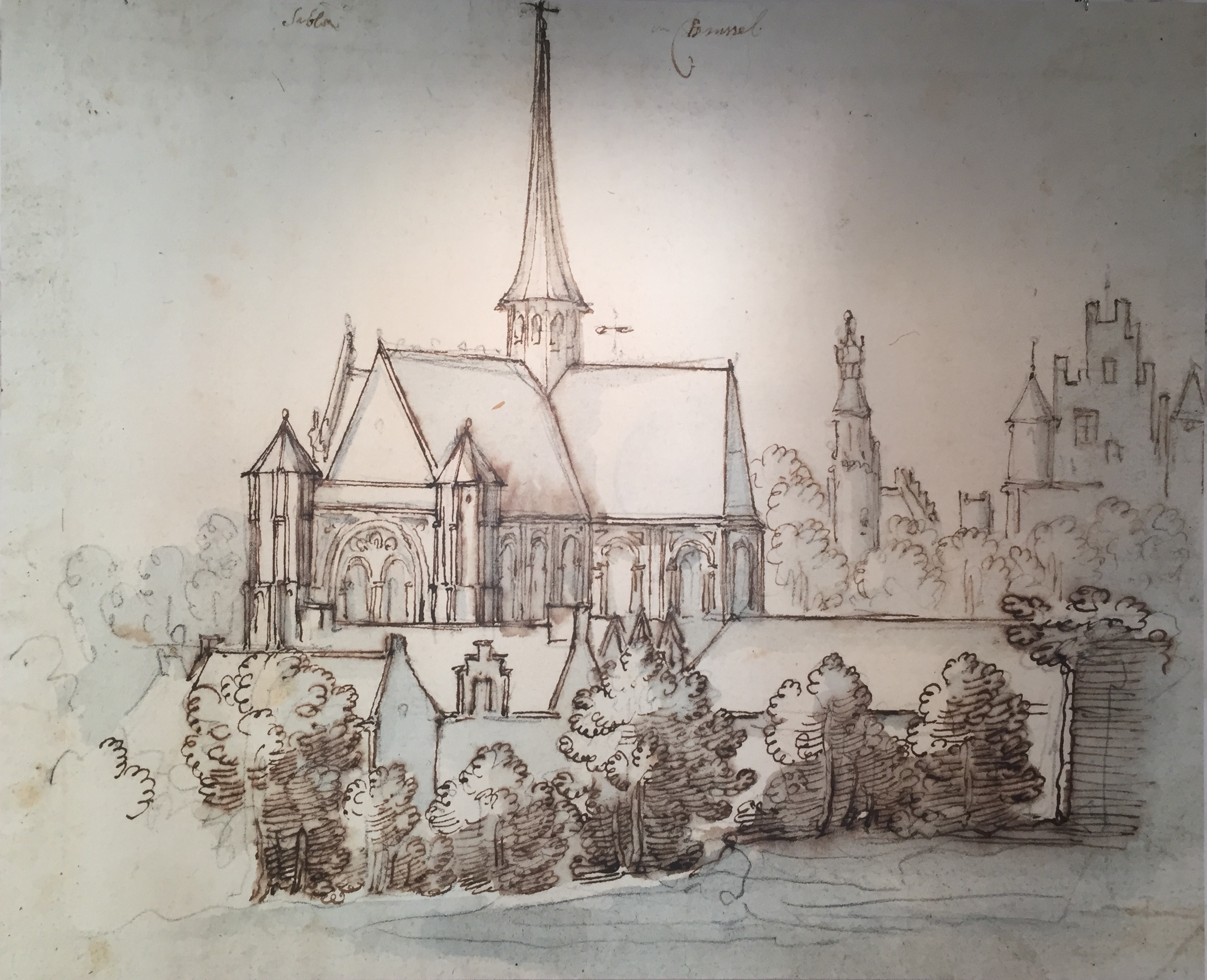
Vue de l'église en 1612 par Remigio Cantagallina.

Au XVIIe siècle, la famille des Tour et Taxis, dont l'hôtel était situé à peu près en face du portail sud de l'église, fit construire deux chapelles : la chapelle Sainte-Ursule au nord du chœur (1651-1676), commencée par l'architecte Luc Fayd'herbe et terminée par Vincent Anthony, et la chapelle Saint-Marcou au sud du chœur (1690).
Ce n'est qu'à partir du XVIIIe siècle, plus précisément dès le 8 mai 1716, qu'on trouve une trace écrite du nom « Notre-Dame des Victoires », qui était déjà à cette époque en usage dans le peuple, parce que l'on croyait, à tort, qu'elle avait été fondée pour célébrer la victoire du duc Jean Ier à la bataille de Worringen. Par contre, la référence à la bataille de Lépante en 1571 est établie.
Sous le régime français, l'église fut épargnée par le zèle anti-religieux des révolutionnaires, son curé ayant accepté de prêter serment à la République. Elle fut néanmoins fermée pendant quelques années, puis rendue au culte sous Napoléon Ier, comme succursale de l'église Notre-Dame de la Chapelle.

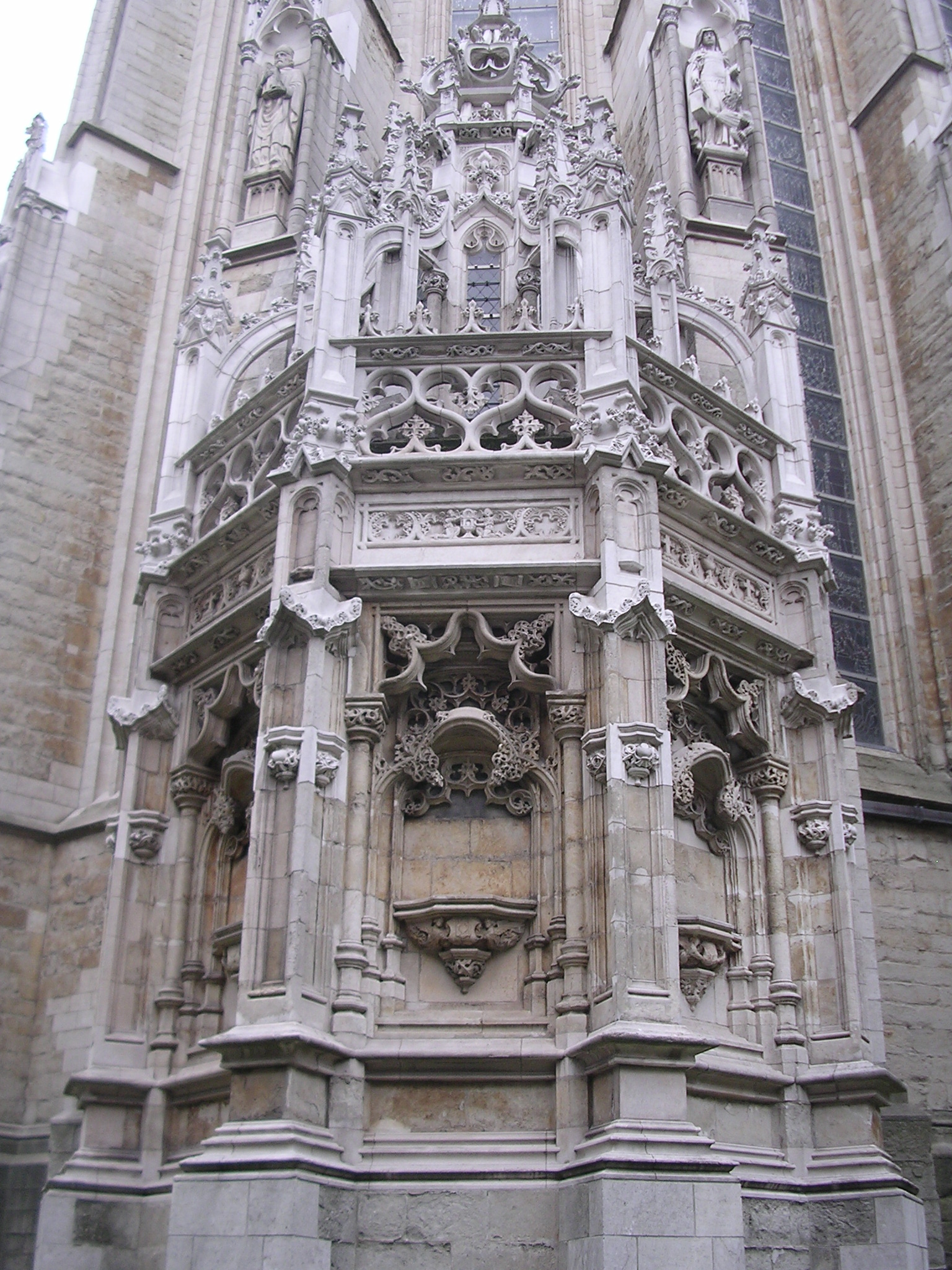
Sacrarium

Peu après le percement du dernier tronçon de la rue de la Régence en 1872, on dégagea l'église des bâtiments qui la parasitaient du côté de la nouvelle artère ainsi que du côté de la rue Bodenbroek et de la rue des Sablons. L'église dégagée de sa gangue apparut tellement délabrée qu'on entreprit immédiatement des travaux de restauration. Les premiers travaux furent confiés dès 1870 à l'architecte Auguste Schoy. Ce dernier propose un projet de restaurations tellement radical, que la Commission des Monuments refusa d'abord d'y donner son aval, parce qu'elle le trouvait fantaisiste. Schoy se limita donc à des travaux plus modestes : remise en état des bas-côtés du côté de la rue de la Régence, réouverture de la fenêtre en arc brisé de la façade de la rue des Sablons, bouchée au XVIIIe siècle pour l'installation d'orgues, et remplacement de la rosace du portail nord par une fenêtre en arc brisé. Le chantier fut ensuite confié à Jules-Jacques Van Ysendyck et ensuite à son fils Maurice. Jules-Jacques Van Ysendyck était un émule d'Eugène Viollet-le-Duc et mena les travaux conformément au principe d'unité de style de ce dernier. De 1895 à 1912, en six campagnes de travaux, lui et son fils créèrent un monument qui n'avait jamais existé, en y ajoutant des clochetons, des pinacles, des balustrades ajourées, en couvrant les collatéraux par des batières perpendiculaires à la place de la batière continue parallèle à la nef et en construisant des arcs-boutants munis de pinacles. De 1917 à 1937, l'architecte François Malfait dirige la mise en place de 57 statues provenant de 27 sculpteurs différents.

## Intérieur et mobilier

### Le chœur
Le chœur est éclairé par onze lancettes de quelque quatorze mètres de haut séparées par des piliers fasciculés. Au-dessous des lancettes se trouvent des arcatures trilobées peintes. Ces peintures représentant des saints ont été exécutées par Julien Van der Plaetsen en 1867, d'après des restes de peinture originaux, retrouvés en 1859 lorsqu'on retira le badigeon qui les cachait. Elles étaient accompagnées du nom du donateur, un membre du lignage des Clutinc et une date (1435) qui permet d'affirmer que cette partie de l'église était alors achevée. Sous ces peintures figurent de petits panneaux historiés. Dans les écoinçons des arcatures ont soigneusement été sculptées de petites scènes bibliques, malheureusement difficiles à voir. Le maître-autel néogothique date de 1884. Le chœur est très lumineux grâce à ses verrières. Celles de l'abside ont été réalisées par le Brugeois Samuel Coucke en 1864-1865. Quant à celles des deux travées droites, elles sont dues à Louis-Charles Crespin et au maître-verrier Florent-Prosper Colpaert. Elles datent de 1934 et sont consacrées aux confréries de Saint-Hubert et de Sainte-Wivine et aux chevaliers du Saint-Sépulcre.

### Les chapelles baroques

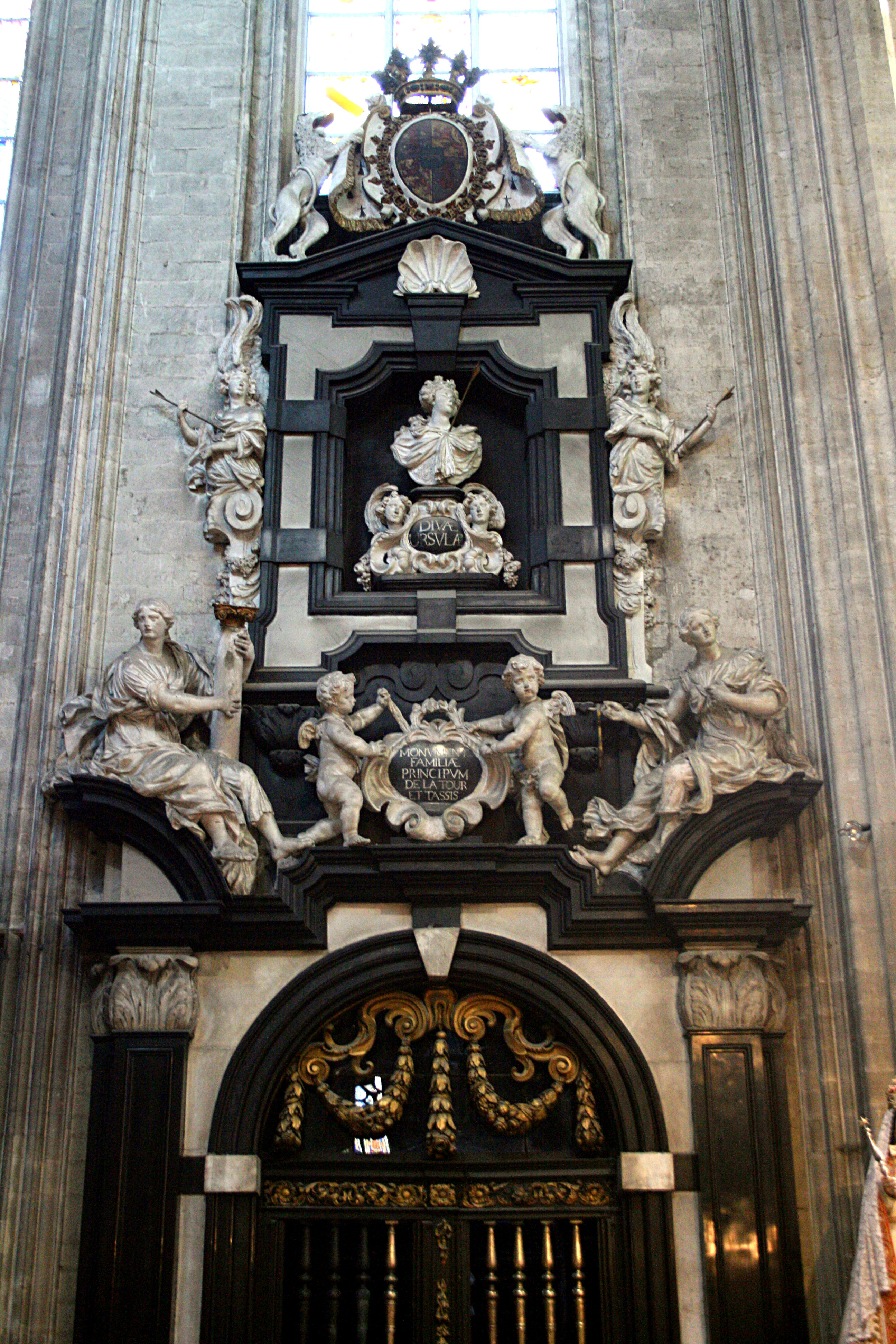
Portail de la chapelle Sainte Ursule

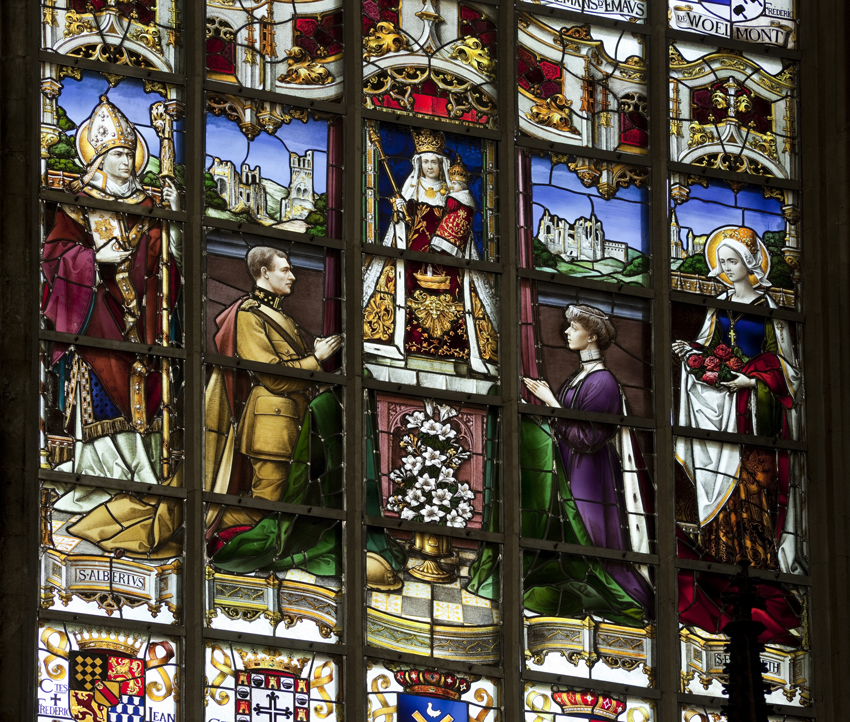
Vitrail

- Le chœur est encadré par deux chapelles baroques. Au nord la chapelle Sainte-Ursule est la chapelle sépulcrale des Tour et Taxis, maîtres généraux des postes à partir du XVIe siècle. Elle fut commandée à Lucas Faydherbe par Lamoral II de Tour et Taxis. Le portail d'entrée est surmonté par un ensemble statuaire impressionnant: deux statues allégoriques représentant la Constance et la Vertu encadrent deux putti portant une inscription. Au-dessus des putti trône un buste de Sainte Ursule dû au ciseau de Gabriel de Grupello. L'intérieur est divisé en deux parties de forme octogonale éclairées chacune par un dôme. Dans la première, la statuaire en marbre blanc se détache sur un fond noir.

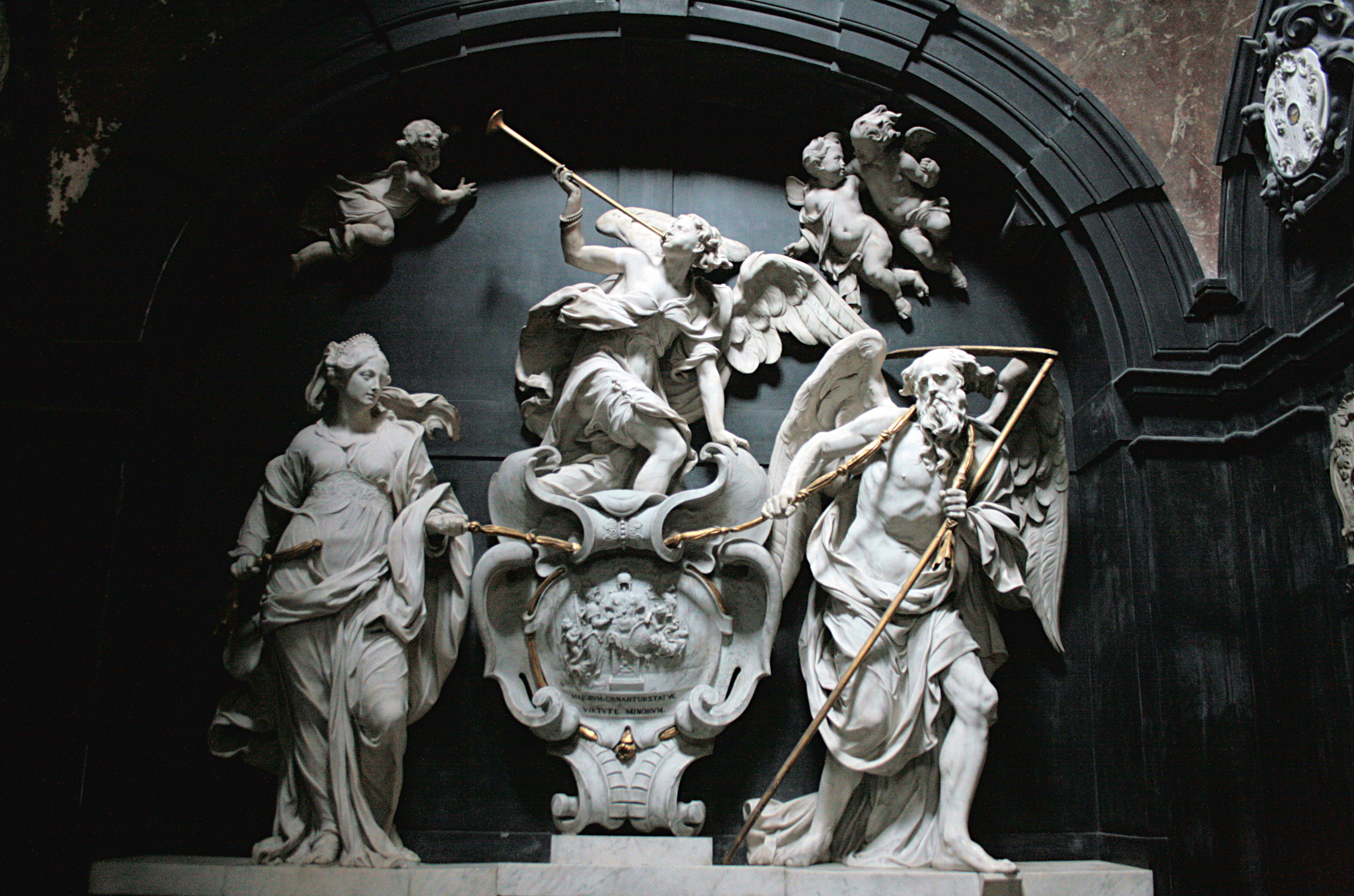
Monument funéraire de Lamoral II de Tour et Taxis

- Le monument funéraire du commanditaire a été sculpté par Mathieu van Beveren : un groupe allégorique en marbre blanc se composant de la Vertu, du Temps et de la Renommée, accompagnés d'un groupe d'anges se détache sur le fond noir. Le monument funéraire de son épouse, Anne-Françoise-Eugénie de Hornes, lui fait face. La deuxième partie est dominée par une statue de Sainte Ursule sculptée par Jérôme Duquesnoy le Jeune. Autour, deux génies symbolisant la Mort et la Vie par Grupello; dans des niches une allégorie de la Vérité par Jean van Delen et une allégorie de l'Espérance par Grupello. Sous la chapelle se trouve le caveau familial des Tour et Taxis. Lors de son ouverture en 1928, on y a retrouvé les ossements et les cercueils de dix-neuf membres de la famille, perturbés lors de la révolution française. Ils furent alors réunis dans un seul sarcophage[7]. Au sud, la chapelle Saint-Marcou, qui fait pendant à celle de Sainte-Ursule, a également été commandée par les Tour et Taxis. Son ordonnance est la même. Le portail d'entrée est surmonté d'une statue de saint Marcou accompagnée de la date « 1690 ». L'intérieur en faux marbre de couleur est décoré de diverses statues. Les verrières au-dessus de ces deux chapelles proviennent de fragments de vitraux anciens, datés de 1545, réunis à cet endroit par Samuel Coucke en 1861[8].

### Le transept
- Les bras du transept sont décorés de deux registres d'arcatures surmontées d'une frise de feuilles de chou. Le portail du croisillon nord est surmonté d'une fenêtre, décorée d'une verrière de Crespin et Colpaert (1947) représentant l'arbre de Jessé. tandis que celui du croisillon sud est surmonté d'une grande rosace, avec en son centre une Sedes sapientiae non attribuée. Devant cette rosace se trouve illustré sous forme d'une grande maquette un thème que l'on retrouve ailleurs dans l'église : le bateau dans lequel la statue miraculeuse de la Vierge a été transporté par Beatrijs Soetkens d'Anvers à Bruxelles. La coque du bateau est ornée d'un médaillon représentant le donateur, un certain Michel Angeliwenoni, décédé en 1625. À gauche de la porte du croisillon sud se trouve un monument dédié à la mémoire du poète Jean-Baptiste Rousseau.
- Le mur est du croisillon nord est décoré de deux verrières : vers le chœur, un ensemble d'écussons du XVIe siècle récupérés et remis sous plomb par Samuel Coucke en 1860; vers le portail une Vierge dans une mandorle, réalisée par Coucke en 1889. Un vitrail de Colpaert et Crespin leur fait face vers l'ouest. Dans le croisillon sud, on trouve le pendant des écussons du croisillon nord, flanqué d'une verrière réalisée par G. Ladon en 1920. Don de familles nobles, cette verrière représente le roi Albert Ier et la reine Élisabeth, accompagnés de leurs saints patrons, Saint-Albert de Louvain et Sainte-Élisabeth de Hongrie. Derrière les souverains, les ruines de Nieuport et d'Ypres rappellent discrètement les épreuves de la Première Guerre mondiale.

### La nef
- La nef comporte un vaisseau central flanqué de quatre collatéraux. Elle est divisée en sept travées : les cinq travées prévues à l'origine et deux travées supplémentaires construites au début du XVIe siècle.

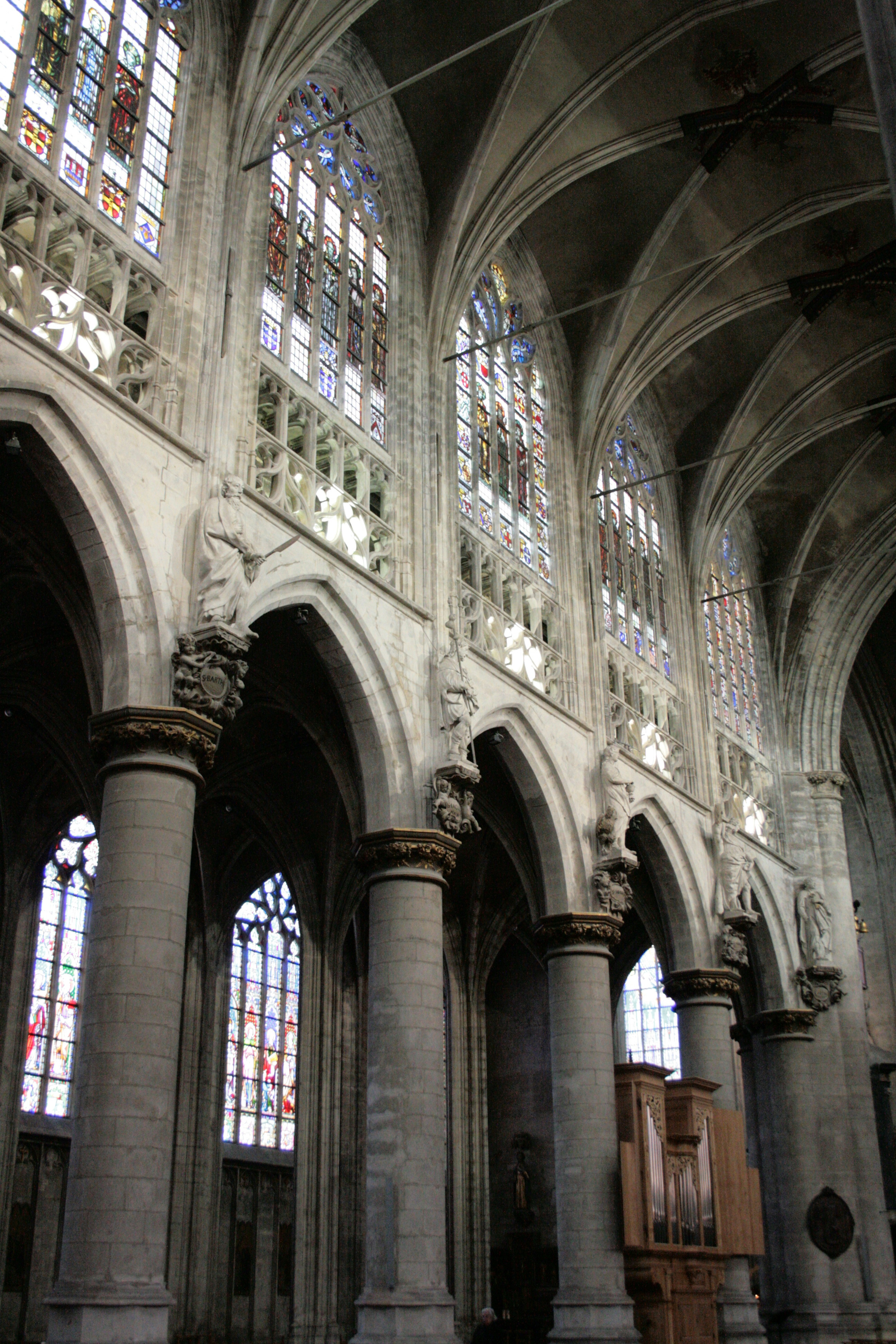
Vaisseau central

Ces dernières sont clairement différentes des autres : la partie centrale est séparée des latérales par une seule grande arcade. La voûte du vaisseau central repose sur huit colonnes cylindriques, dont la base est octogonale et dont les chapiteaux sont ornés de feuilles de chou, ainsi que sur quatre gros piliers. Ces supports sont ornés de statues d'apôtres reposant sur des consoles, dont plusieurs ont été sculptées par Tobie de Lelis. Elles ont été réalisées de 1641 à 1646, comme l'indique un cartouche sur leur socle. Au-dessus des statues court un triforium composé de deux parties : l'une flamboyante et ajourée, l'autre décorée d'arcatures trilobées. Les vitraux qui surmontent le triforium sont récents : ils ont été réalisés par Colpaert et Crespin en 1946-1947.

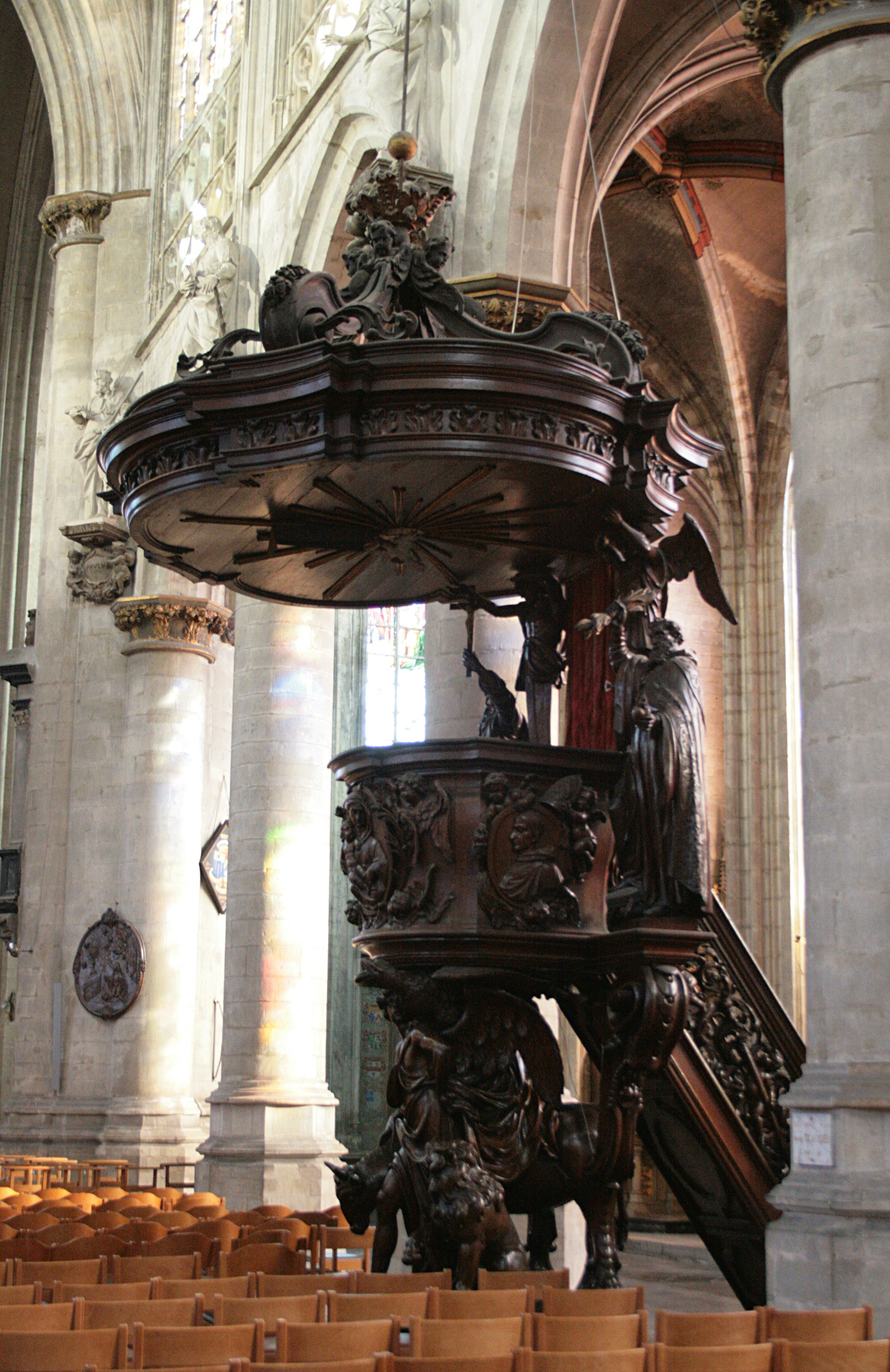
Chaire de vérité de Marc de Vos.

- La chaire de vérité baroque est une œuvre de Marc de Vos, réalisée en 1697 pour l'église disparue des Augustins[9]. Elle est décorée de médaillons de Saint-Thomas d'Aquin, de la vierge et de Saint-Thomas de Villeneuve. Elle s'appuie sur les sculptures symbolisant les quatre Évangélistes : l'ange, l'aigle, le bœuf et le lion.
- La voûte des collatéraux repose sur les colonnes et les piliers du vaisseau central d'un côté et sur des piliers fasciculés de l'autre. Dépourvus de chapiteaux, ces derniers s'élancent sans interruption du sol jusqu'aux nervures de la voûte des bas-côtés extrêmes, produisant une impression de grande fluidité. À l'instar de l'église Notre-Dame de la Chapelle et de la cathédrale Saints-Michel-et-Gudule, ce sont ces collatéraux extrêmes qui viennent contrebuter les nefs centrales et soutiennent la poussée des voûtes, mais à la différence des deux autres sanctuaires bruxellois, il n'existe pas de murs pleins séparant les chapelles qui se nichent dans chacune de leurs travées. Ils sont évidés, de sorte que ces bas-côtés extrêmes ressemblent à une galerie[10]. Les arcs-boutants que l'on voit à l'extérieur ont été ajoutés par les restaurateurs de la fin du XIXe siècle, qui se sont attiré cette remarque acerbe: « Comme les grandes cathédrales françaises, la petite église du Sablon avait désormais elle aussi ses arcs-boutants, si indispensables à la stabilité de l'édifice que celui-ci avait pu s'en passer pendant quatre siècles ! »[11]. Toutes les verrières des bas-côtés extrêmes ont été réalisées par Samuel Coucke entre 1874 et 1900, à l'exception de celle de la première travée nord, réalisée par le peintre-verrier gantois Camille Ganton-Dufoin en 1920. Elle est destinée à perpétuer le souvenir des paroissiens morts pour la Patrie et représente le Calvaire flanqué de Saint-Michel et Saint-Georges. Les verrières blasonnées évoquant la souffrance de héros de la Première et de la Deuxième Guerre Mondiale dans la nef principale sont l’œuvre des maîtres verriers Louis-Charles Crespin et Florent-Prosper Colpaert. L'église contient ainsi plus de 300 blasons.
- Les bas-côtés extrêmes abritent plusieurs monuments funéraires intéressants[12]. Dans la deuxième travée de gauche se trouve le monument de Flamino Garnier, décédé en 1592, et de son épouse. Ce monument de style Renaissance en marbre et en albâtre est divisé en deux étages de trois compartiments avec des épisodes de la vie de la Vierge. Le monument est surmonté d'un médaillon entouré des statues des époux Garnier. Dans la première travée de droite se trouve la pierre tombale de Claude Bouton, chambellan de Charles Quint, décédé en 1556, et de son épouse, représentés en transis. Cette pierre n'est qu'un fragment d'un monument plus grand, probablement victime des troubles religieux de la fin du XVIe siècle[13]. Dans la troisième travée de droite se trouve le monument du général Auguste dal Pozzo, décédé à Bruxelles en 1781. Le monument en style néo-gothique fut réalisé par Jean-Frédéric Van der Rit en 1856.

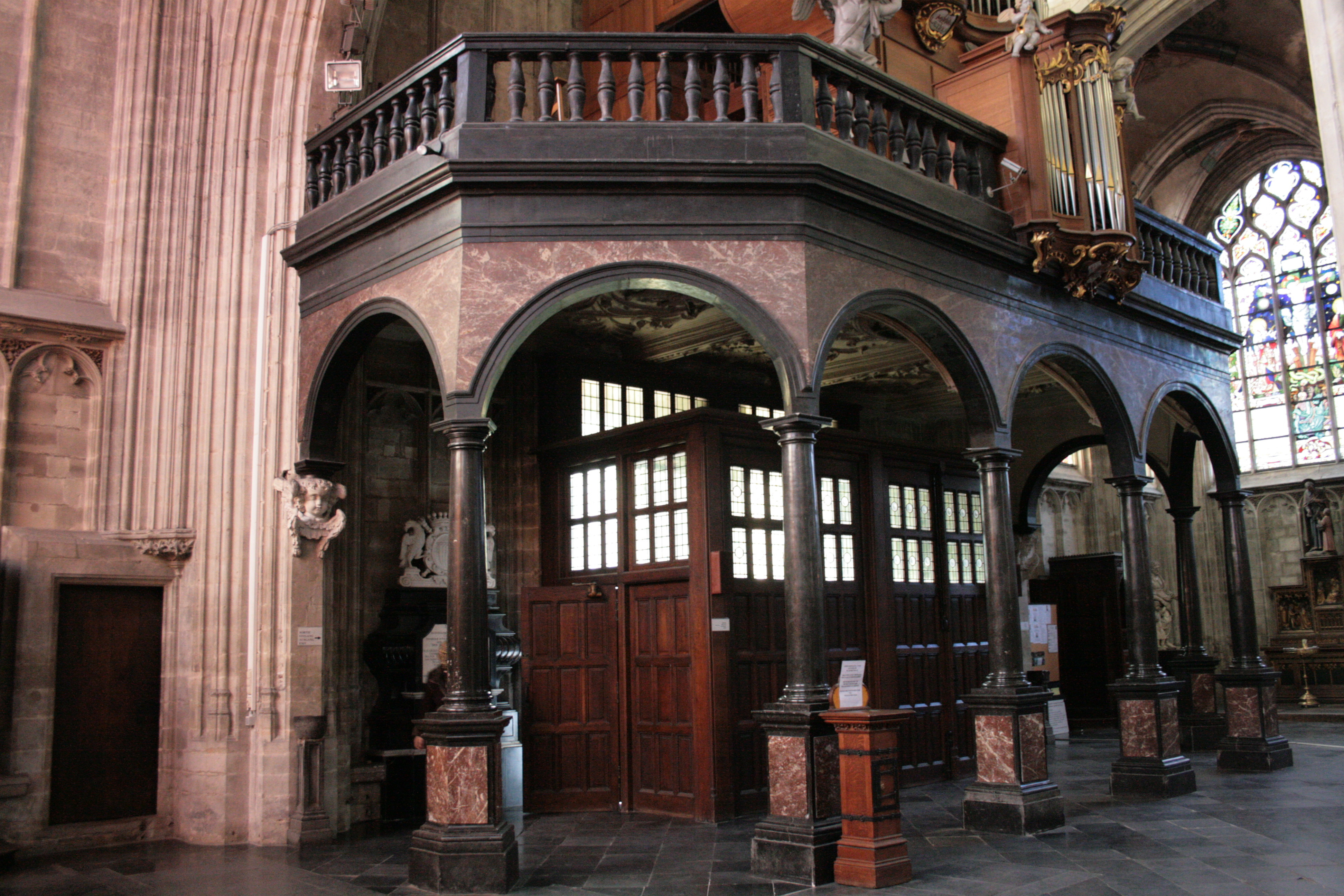
Tribune

- Au-dessus de l'entrée principale se trouve une tribune d'ordre toscan en marbre noir et rouge, construite en 1684. Son plafond est orné d'un bas-relief de la barque miraculeuse, de Jean-Christian Hansche, ayant transporté la statue de la Vierge, un motif omniprésent dans l'église, entouré de deux saints.

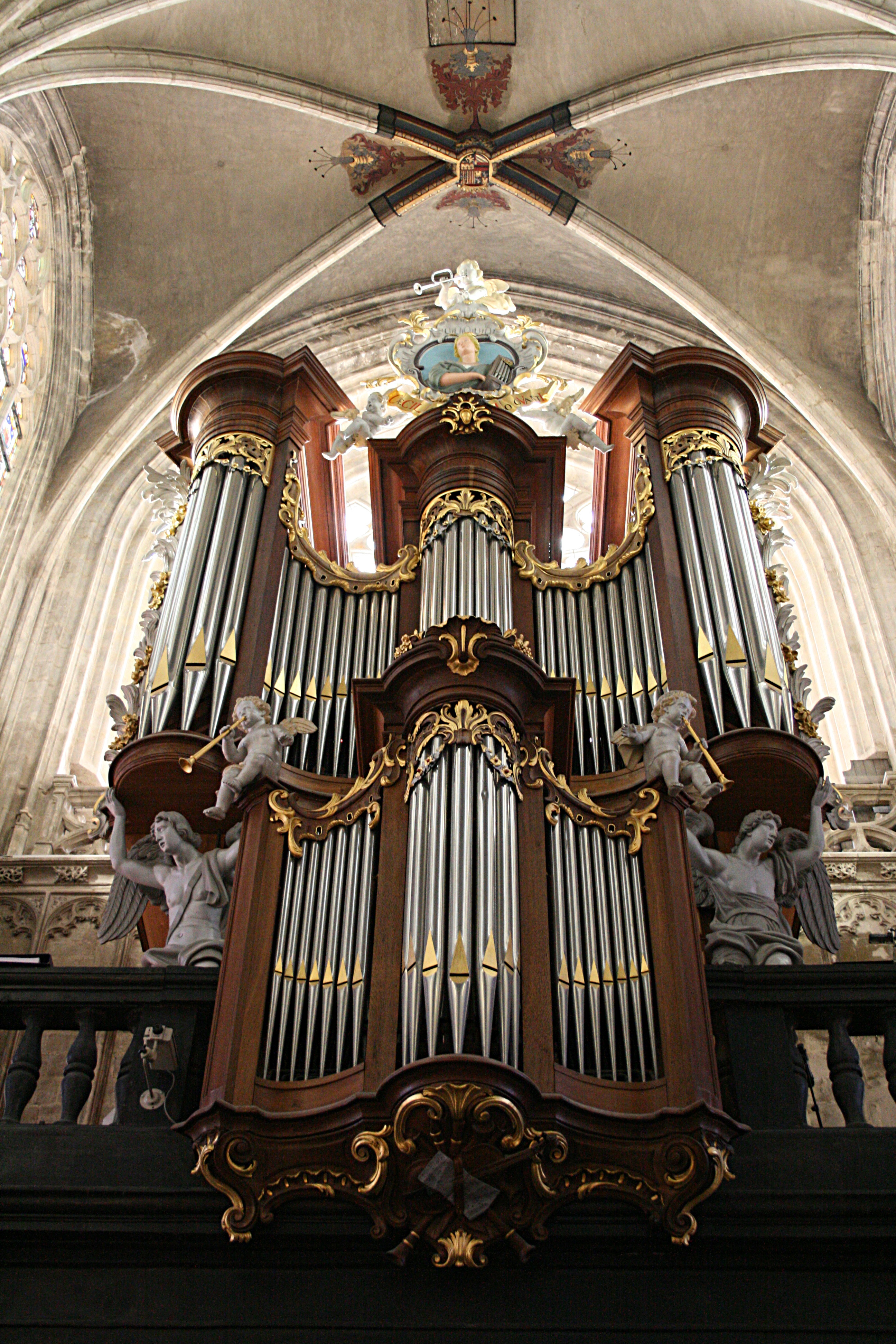
Orgue

- L'orgue au-dessus de la tribune fut réalisé en 1763 par le facteur Barnabé Goynaut. Le buffet était du menuisier Jean Van Gelder. L'instrument fut refait par Pierre Schyven en 1893. En 1989, après un examen minutieux, la restitution de l'orgue dans l'esprit de Goynaut fut confiée au Luxembourgeois Georg Westenfelder[14]. Dans la nef un deuxième orgue récent de la main du constructeur belge Rudi Jacques.

## Rôle cultuel et sociétaire
Dès l'origine l'église du Sablon fut le lieu de culte des guildes militaires de la ville de Bruxelles. Le Grand Serment des arbalétriers avait son lieu de culte dans le chœur. Les quatre autres serments possédaient chacun un autel dédié à leur saint patron : Saint-Christophe pour les arquebusiers, Saint-Michel pour les escrimeurs, Saint-Antoine et Saint-Sébastien pour les archers et Saint-Georges pour la Petite Guilde des arbalétriers. L'église est encore de nos jours le lieu de ralliement de l'Ordre Équestre du Saint-Sépulcre de Jérusalem, des deux serments des arbalétriers et de la confrérie Saint-Yves.
Elle reste aussi le lieu de départ de l'Ommegang. De nos jours les troupes en tête du cortège historique de l'Ommegang ont repris cette tradition en faisant le tour de l'église du Sablon pour commémorer la procession originelle.

## Curiosités

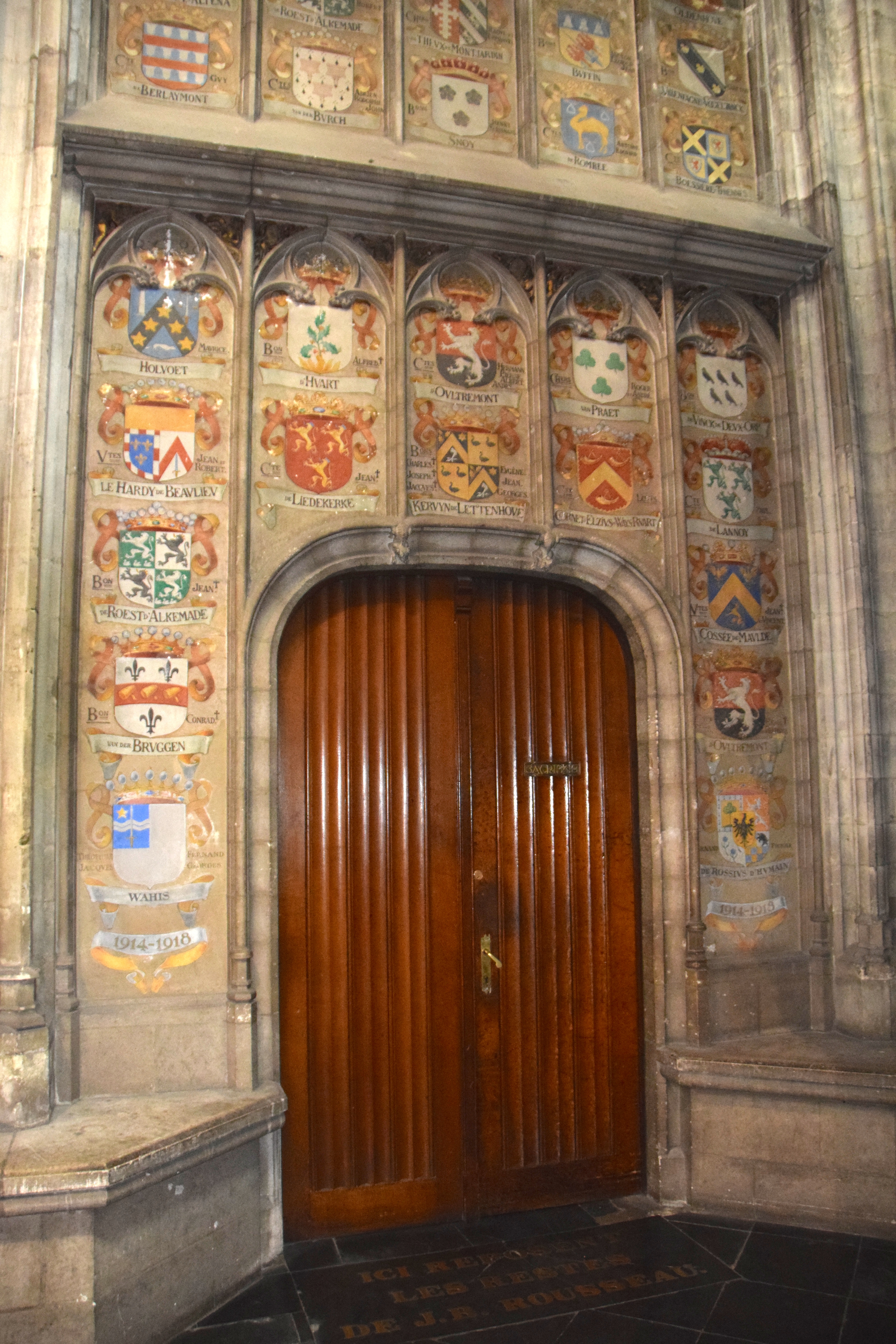
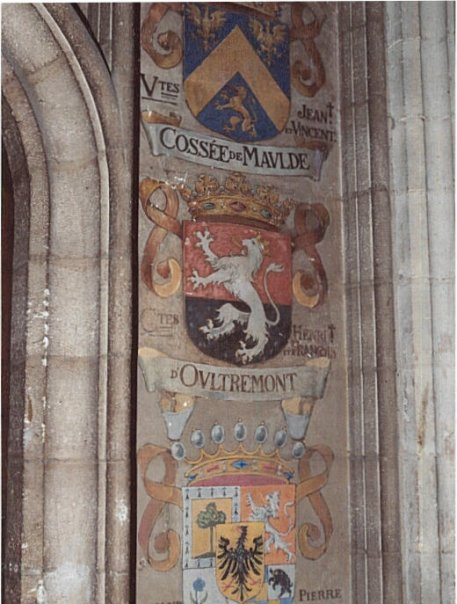

- Une plaque apposée sur une des colonnes de la nef rappelle que Paul Claudel venait s'y recueillir, alors qu'il était en poste diplomatique à Bruxelles au cours des années 1930.
- Dans le croisillon nord du transept, un jacquemart du XVe siècle sonne les heures.

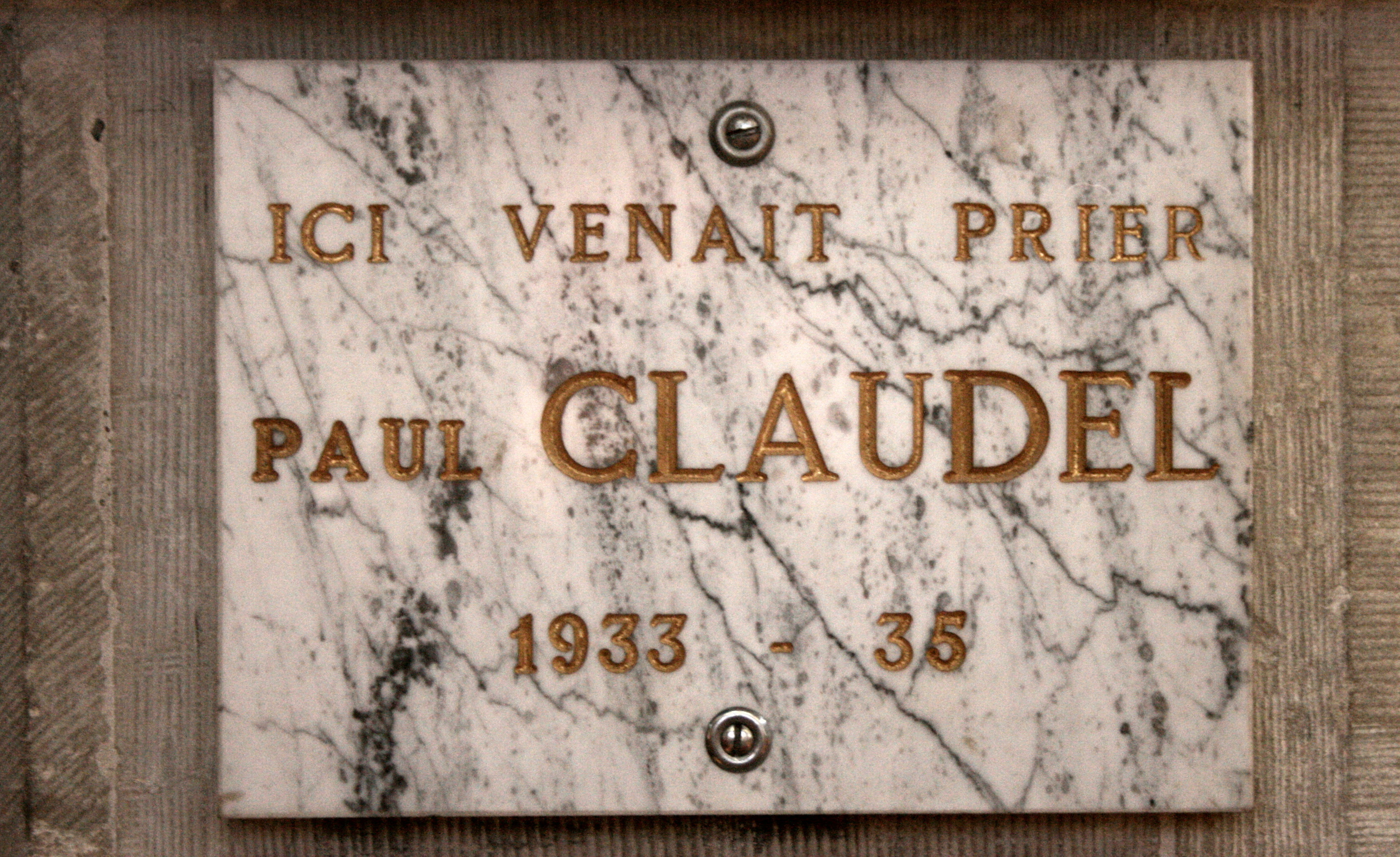
Plaque rappelant Paul Claudel.
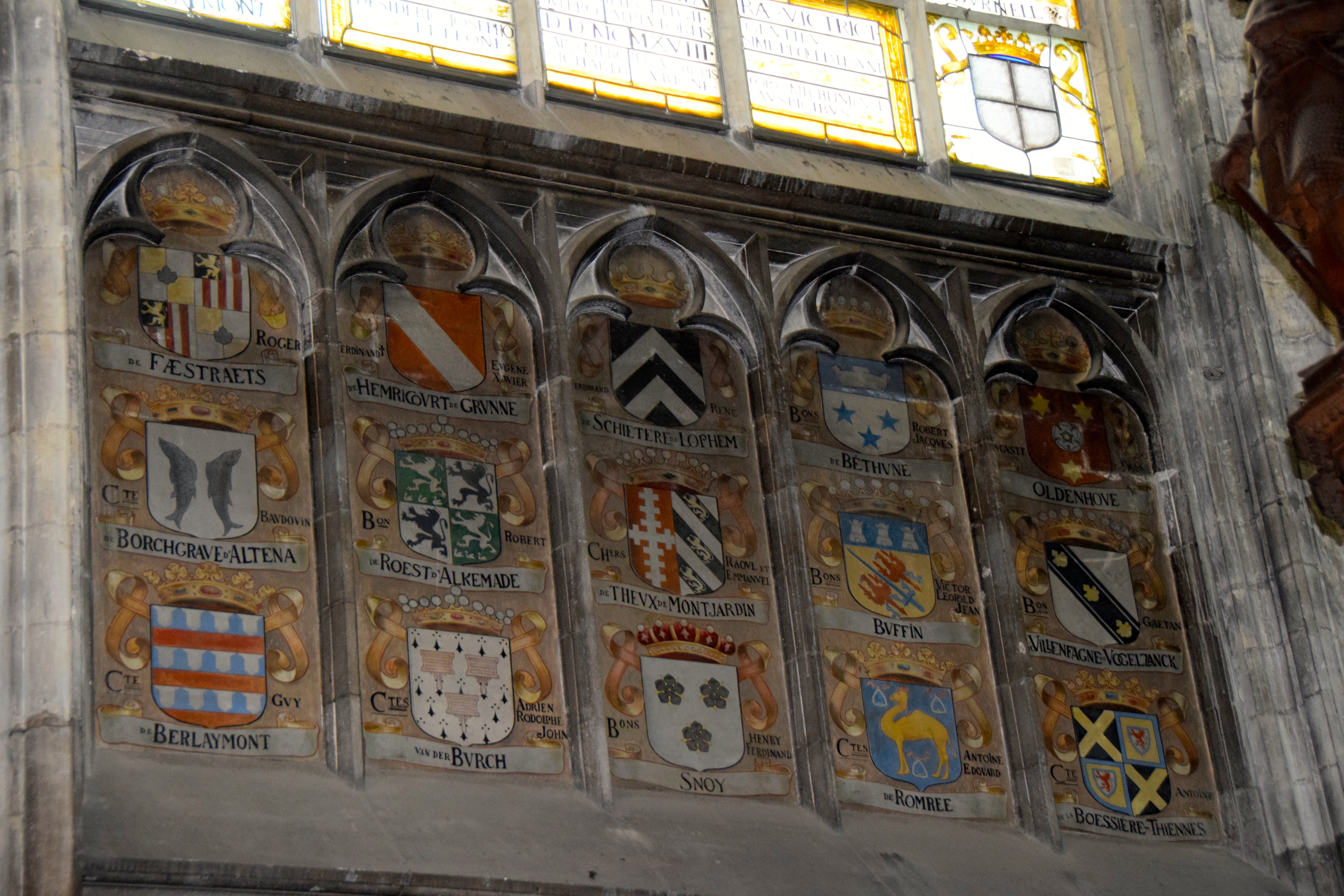
Fresques blasonnées sur les murs du transept sud (XXe siècle)
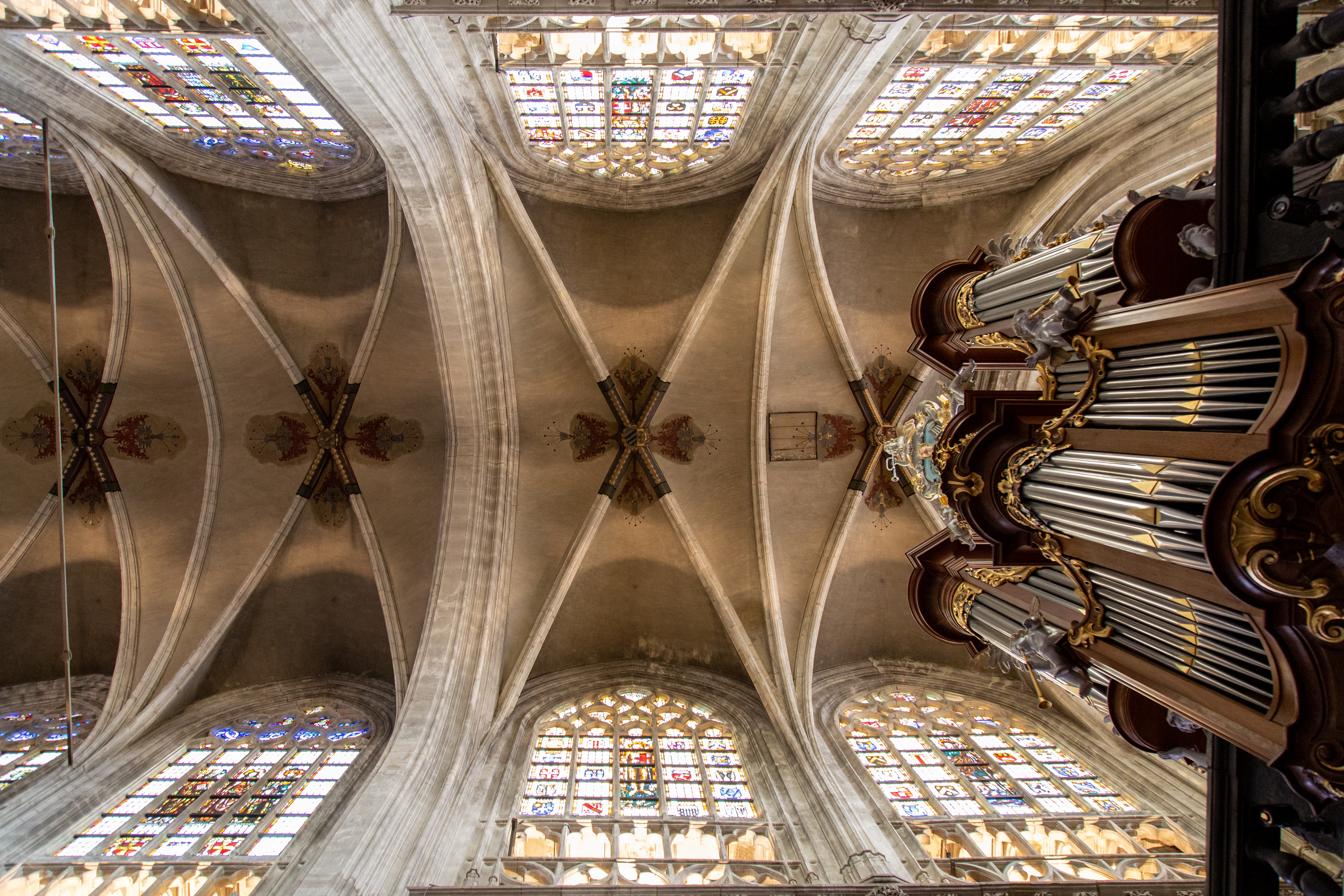